# Dead Space 3
Dead Space 3 es un videojuego de acción y horror de supervivencia en tercera persona desarrollado por Visceral Games y distribuido por Electronic Arts. Este se anunció en la E3 2012 el 4 de junio de 2012 y se publicó internacionalmente en febrero de 2013; el mismo es una secuela de Dead Space 2 y la tercera entrega en la serie principal de Dead Space. El juego se desarrolla principalmente en el planeta helado Tau Volantis, y sigue al protagonista Isaac Clarke y a John Carver en su intento de acabar con la amenaza de los necromorfos. Dead Space 3 recibió revisiones favorables por parte de la mayoría de los críticos de videojuegos. Estos elogiaron de manera gratificante la acción en el mismo, aunque criticaron el hecho de que esté más enfocado a la acción que al terror, así como a su débil y desenfocada historia en comparación a los anteriores juegos.
La producción del juego comenzó en 2011 después del lanzamiento de Dead Space 2; la secuela se planeó inicialmente como una experiencia centrada en el terror, pero las demandas de Electronic Arts dieron como resultado la introducción de elementos de acción, la reducción del énfasis de los temas de terror y la introducción de microtransacciones. La jugabilidad se ajustó en función de la nueva ambientación, y la historia se escribió para cerrar la serie y explicar los misterios restantes de los Necromorfos. Los compositores Jason Graves y James Hannigan escribieron la banda sonora del juego. En marzo de 2013 se lanzó un episodio de contenido descargable (DLC) subtitulado Awakened; Se desarrolló con un mayor enfoque en elementos de terror.
Dead Space 3 fue promocionado con medios adicionales, incluyendo una novela gráfica llamada Space Dead: Liberation. Los críticos le dieron al juego una recepción generalmente positiva, elogiando su atmósfera y jugabilidad, pero los críticos y los jugadores cuestionaron su cambio hacia la acción. Awakened obtuvo una recepción mixta; Sus agujeros argumentales y su brevedad fueron criticados. Dead Space 3 alcanzó un alto nivel en las listas de ventas, pero vendió menos copias de las que esperaba el editor, por lo que se abandonaron los planes para una secuela, el equipo de desarrollo se disolvió y Visceral Games cerró en 2017. La serie permaneció inactiva hasta que se lanzó una nueva versión del primer juego de Dead Space en 2023.

## Jugabilidad
Dead Space 3 es un videojuego de disparos en tercera persona que cuenta con Isaac Clarke como protagonista, quien emprende un viaje a través del exoplaneta Tau Volantis para destruir una luna necromorfa, responsable de las señales emitidas por las efigies. Como en los anteriores juegos de la saga, este cuenta con un HUD poco tradicional llamado «dispositivo integrador de recursos», que desde el traje del jugador, administra la salud y proyecta pantallas holográficas para mostrar armas, botiquines, munición, entre otras cosas. El traje de Clarke también cuenta con un «módulo estabilizador», que reduce la velocidad de objetos en movimiento, y un «módulo de kinesis», que permite mover y lanzar objetos fácilmente en casi cualquier entorno. En las áreas de vacío aparece un temporadizador en el hombro derecho del jugador, que indica la cantidad de oxígeno que tiene el personaje antes de que se asfixie. Tanto Clarke como Carver pueden rodar y ponerse a cubierto para evitar ataques. Esta habilidad no estaba disponible en las anteriores entregas de la serie, y fue descrita por un desarrollador de Visceral Games como «esencial», ya que «se sentía tonto/horrible no tenerla» además de hacer a «Isaac más receptivo». Ellos dijeron que «querían que el terror provenga de las cosas terribles que pasan en el juego; no desde el terror de algo que se está moviendo lentamente hacia uno y no puedes disparar porque los controles del juego son una porquería».
Dead Space 3 cuenta con nuevos necromorfos, además de los que ya aparecían en los anteriores Dead Space. Un ejemplo es el Waster, cuyos ataques cambian dependiendo de cómo se desmembró; otro de ellos, The Nexus, es un necromorfo de gran tamaño que puede aplastar o tragar a quien tenga en frente. Entre otros obstáculos, están por primera vez los humanos, los soldados uniologistas, peligros ambientales y una gigante perforadora de minas. El sistema de actualización de armas de Dead Space y Dead Space 2 fue rediseñado por un nuevo sistema de actualización llamado «banco de armas». Ahí, los jugadores son capaces de construir nuevas armas a partir de piezas que han recogido durante el juego. No obstante, si un jugador no quiere construir un arma desde el principio, puede elegir entre los modelos confeccionados, incluyendo armas de Dead Space y Dead Space 2.

### Modo cooperativo
Dead Space 3 tiene un modo cooperativo en línea drop-in/drop-out para su modo campaña, el cual fue anunciado en la conferencia de prensa de Electronic Arts en la E3 2012. Ellos declararon que iba a desbloquear «detalles sobre la historia y mecánicas adicionales del juego que únicamente se encuentran cuando se juega con el personaje cooperativo, el Sgt. John Carver». Cada jugador tiene experiencias alternativas como consecuencia de la demencia de sus personajes. Por ejemplo, el jugador que controla a Carver encontrará soldados de juguete en un centro de biología, mientras que el jugador que controla Clarke no los verá. El modo cooperativo también muestra a los jugadores en distintas situaciones: por ejemplo, cuando Carver intenta abrir una puerta, de repente se queda atrapado en su propia mente, obligando a Clarke protegerlo de una oleada de necromorfos hasta que Carver se recompone. Un desarrollador de Visceral Games declaró que «siempre estuvo la intención de tener un modo cooperativo en Dead Space», citando el juego cooperativo System Shock 2 como una fuente de inspiración para la serie. También indicó que si el jugador opta por jugar solo, Carver «puede aparecer en ciertos puntos, pero en su mayor parte no está allí». Dead Space 3 cuenta con solo tres niveles en modo cooperativo.

## Argumento
En el 2318, los soldados rasos Tim Caufman y Sam Ackerman de las Fuerzas Armadas de las Colonias Soberanas (S.C.A.F) se encuentran en una misión para encontrar y rescatar el Códice, que es de suma importancia para acabar con la epidemia Necromorfa y llevárselo al doctor Earl Serrano, tras encontrar dicho aparato en una de las naves destruidas de la S.C.A.F, toda la montaña se les viene abajo, Ackerman muere en la avalancha y Tim muere a manos del general Spencer Mahad, oficial al mando de la S.C.A.F en Tau Volantis, para luego borrar todo el contenido del Códice y suicidarse de un tiro.
200 años más tarde, la raza humana ha cambiado a raíz de que los experimentos con las Efigies se hicieran públicos, lo que radicalizó aún más la actividad de la Iglesia de la Uniología. Isaac Clarke, paranoico y traumatizado por los eventos pasados relacionados con la Efigie y a los Necromorfos, es visitado por el capitán Robert Norton y el sargento John Carver en la colonia lunar New Horizons, como parte del último batallón del Gobierno de la Tierra (EarthGov), que ha estado cayendo debido a acciones terroristas del grupo extremista Uniólogo conocido como "El Círculo". Norton le pide que los acompañe a destruir el origen de las Efigies, al principio Isaac se niega, pero al mencionarse que su exnovia, Ellie Langford, perdió todo contacto con EarthGov después de encontrar el origen de las señales de las Efigies, este accede a ir. Tras abrirse paso a tiros contra los Uniologos que están atacando la colonia, Clarke es finalmente capturado y traído ante Jacob Danik, líder del Círculo, que quiere matarlo para que así no pueda destruir las Efigies y que la humanidad logre la vida eterna a través de la "Convergencia", pero después de destruir el domo de un centro de investigación de la Efigie de la colonia, Isaac logra escapar y presencia como la ciudad cae presa del caos debido a los Necromorfos que crea la Efigie.
A bordo de la USM Eudora con rumbo hacia el lejano planeta helado Tau Volantis, origen de la señal de la Efigie, el capitán Norton informa que la señal de Ellie se registró en los alrededores de dicho planeta, al salir del hiperespacio se encuentran con una flotilla espacial de las ya desaparecidas Colonias Soberanas, facción separatista que perdió las Guerras de Secesión ante el EarthGov, pero dicho campo de escombros también contiene un campo minado que destruye la Eudora y deja a los sobrevivientes obligados a abordar la CMS Roanoke, nave insignia de las Colonias Soberanas. Tras explorar la nave en busca de Ellie, Isaac y Carver se topan con lo que queda de la tripulación original, convertidos en Necromorfos. Los dos por fin encuentran a Ellie y a su equipo, Austin Buckell y Jennifer Santos, en una plataforma de observación, donde Isaac se entera de que Ellie y Norton están en una relación.
Norton insiste en irse de inmediato tras encontrar a Ellie, pero ella cree que la señal de las Efigies se originan en Tau Volantis, por lo que le pide ayuda a Isaac para ponerle fin a dicha señal, leyendo varias bitácoras relacionadas con la súbita demencia de la almirante Marjorie Graves, Ellie envía a Carver y Isaac al camarote de la Almirante, cuyos muros están llenos de runas y dibujos relacionados con la Efigie, Isaac logra leer dichas runas y lo único que mencionan es una "máquina" y hay que "apagarla", lo que confirma la existencia del origen de la señal en la superficie de Tau Volantis. Con todos dispuestos a descender al planeta menos Norton y el piloto Mark Rosen, el ingeniero y el sargento logran reparar el único transbordador orbital operativo, el CMS Crozier y utilizarlo para descender, pero durante la entrada a la atmósfera del planeta, Rosen y Locke (navegadora de la Eudora) mueren y la nave se estrella en la superficie. Al ser un planeta con temperaturas bajo cero y bajar con trajes no aptos para soportar tales temperaturas, Isaac y los otros deben avanzar siguiendo un rastro de bengalas dejado por el grupo de Ellie buscando fuentes de calor para no morir de hipotermia, aparte de también ser emboscado por numerosos Necromorfos que se encontraban congelados durante 200 años.
Al encontrar la entrada de un almacén subterráneo, encuentran a Buckell, que está a punto de morir de hipotermia, que les dice que pidió que el grupo de Ellie lo dejaran debido a sus heridas y que se llevaran los trajes para frío para ellos (ya que no había suficientes para todos) y antes de morir le dice a ambos que hay más trajes bajo tierra. Al bajar al almacén encuentran los trajes, pero se topan con Necromorfos cuyas formas humanas pasadas consumieron carne infectada debido a que sus raciones de comida se habían estropeado y que fueron encerrados por Ackerman en el subsuelo, que se escondió de ellos durante 3 días, antes de ir a buscar el Códice junto con Caufman. Avanzando a través de la tormenta, Clarke por fin encuentra a Carver, que le indica que Ellie y los otros están dentro de un complejo militar cercano, pero al momento de intentar entrar, Isaac es atacado por un enorme Necromorfo de forma crustácea, pero logra hacer que la criatura huya, al encontrarse con los demás, Isaac es encarado por Norton debido a la decisión de bajar al planeta y del que posiblemente nunca vuelvan a salir, pero Ellie lo defiende y Santos anuncia que encontrado una señal que se encuentra en una bodega al otro lado del complejo, pero son emboscados por el Círculo, el equipo se separa pero logran reunirse en una bodega que contiene un enorme Necromorfo congelado apodado "Nexo", que contiene señales dentro de su cuerpo útiles para rastrear Efigies.
Después de analizar la red nerviosa de Nexo, Santos triangula la posición de una, pero en camino hacia ella, Isaac, Carver y Norton son tomados como rehenes por Danik, Norton le recuerda de la parte de su trato a Danik, que consistía en entregar a Isaac a cambio de dejar libres al resto y entregarles una nave para escapar, pero el Uniólogo decide ejecutar a todos por igual. Momentos antes de que Danik mate a Norton, los humanos son atacados por el Nexo, que resultó ser una Gnosis Colectiva, en la confusión, Clarke empuja a Danik y salva a Norton, Isaac le dice que corra mientras que él y Carver se deshacen del gigantesco Necromorfo, pero al reencontrarse con Norton este desesperado quiere matar a Isaac, pero él lo termina asesinando en defensa propia; subiendo por la montaña, se reencuentran con Ellie y Santos, contándoles lo ocurrido y en consecuencia el grupo termina desmoralizado ante la pérdida de Norton. Al subir a Santos y a Ellie en un ascensor, el Necromorfo crustáceo que momentos antes trató de matar  a Isaac ataca de nuevo, atrapando a Santos en el elevador; con el riesgo de crear una avalancha, Carver corta el cable del ascensor, sacrificando a Santos, que muere aplastada por la nieve, eventualmente Isaac logra acabar con el crustáceo partiendolo a la mitad con la ayuda de arpones motorizados.
Antes de morir, Santos descubrió mediante bitácoras y registros, la existencia del Códice y de una guía llamada "Rosetta", que se encuentra en un laboratorio en la cima de la montaña que lo queda del grupo se encuentra escalandola. Cuando llegan a dicha instalación, se encuentran con la sorpresa de que "Rosetta", es un alienígena diseccionado en diferentes partes y crionizado, el cerebro del alienígena contiene información sobre el Códice, las Efigies y la Convergencia. Al momento de juntar todas las partes, Isaac tiene una visión que en la que ve que Rosetta pertenecía a una antigua raza extraterrestre que descubrió una Efigie, pero al igual que con los humanos, la Efigie engañó a los extraterrestres haciéndoles pensar que ella creaba una fuente de energía electromagnética inagotable, pero que solo terminó creando Necromorfos a un nivel cataclismico para su civilización. La Efigie al tener suficiente biomasa, activó la Convergencia, proceso que crea una "Luna Hermana", dicha Luna es la que orbita a Tau Volantis. Estas Lunas transmiten la señal de las Efigies a diferentes sistemas planetarios por todo el universo, esperando llegar a civilizaciones inteligentes para que estas creen Efigies y así esparcir la plaga Necromorfa al consumirlas luego de infectar los cadáveres de las civilizaciones inteligentes que asesinan con ese fin.
También en dicha visión, Isaac avista una "máquina" del tamaño de una ciudad construida como la última esperanza para detener la Convergencia, que logró congelar todo el planeta (que antes era mayormente oceánico), pero no destruir la Luna, ya que la máquina puede hacerlo con el Códice, pero al activar la máquina, todo el planeta de Tau Volantis se congeló totalmente llevando a su especie a la extinción pero logrando parar la convergencia. Con las cosas claras, Isaac despierta de su trance, pero Danik ha tomado a Carver y Ellie como rehenes y esta en posesión del Códice, aun así, los tres logran liberarse y Danik huye con el dispositivo, pero Ellie termina atrapada en la habitación que se está llenando de gas letal, esta se despide de Isaac, no sin antes decirle que lo ama a pesar de todo.
Lleno de venganza, Isaac persigue a Danik, matando a todo Uniólogo que se le cruce, eventualmente él y Carver llegan a la máquina y le quitan el Códice a Danik, que envía a sus soldados a recuperarlo, descubriendo como usar la tecnología extraterrestre, los dos logran acceder al núcleo de la máquina, donde encuentran el cadáver momificado del doctor Serrano, que murió esperando la llegada de Tim y Ackerman con el Códice hace 200 años. Cuando están a punto de insertar el Códice para destruir la Luna, Danik aparece con Ellie como rehén, amenazando con matarla si no se lo dan, Isaac no cede a sus exigencias, pero Carver, creyendo que Clarke puede tener otra oportunidad con Ellie, se lo entrega a Danik, este inmediatamente la libera y utiliza el aparato para apagar la máquina y reiniciar la Convergencia, pero su victoria es corta ya que una roca lo empala.
Ellie debe dejar a Isaac contra su voluntad para que pueda escapar y advertirle a la Tierra sobre las verdaderas intenciones las Efigies, mientras los dos avanzan por el retorcido interior de la luna (compuesto de materia orgánica, pedazos del planeta y tejido Necromorfo), pueden ver como un rostro gigantesco con tres ojos los va observando en todo momento, al llegar al Códice, la Luna comienza a atacarlos con ayuda de los Necromorfos, pero aun así, logran reintroducir el Códice y detener la Convergencia, mientras ambos protagonistas caen a su muerte, Ellie intenta contactarlos en una nave Unióloga, pero al ver que no tiene respuesta de los dos y que la emanación de señales de la Efigie se detuvo, pone rumbo a la Tierra.

### Awakened
Isaac y Carver despiertan en la superficie de Tau Volantis, completamente impactados ante el hecho de que no murieron después de destruir la Luna Hermana. Mientras avanzan por el planeta, descubren que la Luna no fue destruida, si no, resucitada, al ser atacados por Necromorfos y sufrir alucinaciones, viendo esto se deciden a conseguir una nave para escapar y advertir a la Tierra sobre la Luna, en su travesía, ven como muchos miembros de Círculo caen en la demencia y catalepsia, mientras otros se dan cuenta de que sus creencias son falsas e intentan huir del planeta.
Ya en órbita en una nave Unióloga, descubren que al aparato le falta una pieza vital para saltar al hiperespacio, por lo que hacen una parada en la CMS Terra Nova para encontrar e instalar la pieza restante, pero dentro de la nave, se encuentran con los remanentes del Círculo, que han comenzado un nuevo culto en nombre de los Necromorfos. Tras avanzar a través de cultistas y criaturas, Clarke y Carver encuentran un hiperpropulsor, pero Isaac al tener varias alucinaciones sobre una voz anunciando que el iba a "guiar" a la Luna a la Tierra, decide destruir el artefacto. Carver y Clarke tienen alucinaciones de que están peleando entre ellos para tomar control del hiperpropulsor, pero dicha alucinación es interrumpida por otra creada por las Lunas Hermanas, que revelan que han estado entorpeciendo el progreso de ambos, ya que siempre supieron la ubicación de la Tierra.
Tras salir de sus alucinaciones y descubrir que han sido engañados, los dos se apresuran a reinstalar el hiperpropulsor a la Terra Nova, pero al hacerlo, se dan cuenta de que los motores de la nave no encienden. Recordando el contenido de registros en la nave, Carver le menciona a Isaac que se pueden encender los motores para activar el salto al hiperespacio insertando plutonio de forma manual en el reactor nuclear para sobrecargarlo, tras insertarlo, los motores se activan y la Terra Nova pone rumbo a la Tierra. Al salir del hiperespacio, ambos intentan contactar a la Tierra mediante diferentes canales, pero ninguno responde, hasta que uno responde en forma de gritos y alaridos de Necromorfos y al mirar hacia el planeta ven como las Lunas Hermanas ya han llegado y están atacando a la Tierra. Una de la Lunas, consciente de la presencia de Isaac y Carver, se pone en frente de la nave y hace que se estrelle en su superficie, dejando inconsciente a los dos.

## Desarrollo
En septiembre de 2011, IGN publicó un video el cual mostraba que Dead Space 3 estaba en producción, mostrando el arte en desarrollo del juego. Posteriormente, Visceral Games reveló varios detalles del mismo, incluyendo su entorno e historia. El 7 de mayo de 2012, se anunció que se estaba desarrollando un nuevo título de Dead Space para ser lanzado en marzo de 2013. Poco después, la revista Game Informer dio a conocer una imagen de Dead Space 3, que muestra a Clarke con un traje de nieve cubierto de pieles en algún lugar de Tau Volantis. No obstante, el juego se dio a conocer en junio de 2012, en la E3 2012. Ese mismo mes, el presidente de EA Games, Frank Gibeau, dijo: «Definitivamente no queremos hacer enfadar a los fanáticos» atenuando el contenido de terror en Dead Space 3. «Tratamos de hacer que la franquicia sea un poco más accesible añadiendo un poco más de acción, pero sin perjudicar el terror». El productor John Calhoun declaró que desde un principio el juego fue diseñado para su modo cooperativo. Sin embargo, según el productor Chuck Beaver, dicho modo se introdujo en medio del desarrollo del juego. De acuerdo con el productor ejecutivo Steve Papoutsis, el modo cooperativo se consideró tarde en el desarrollo del primer Dead Space, por lo que abandonaron la idea debido a la falta de tiempo para ponerlo en práctica y su incompatibilidad con la historia del juego.

## Promoción y lanzamiento
La edición limitada de Dead Space 3 cuenta con dos trajes y armas adicionales. Los pedidos anticipados de Game Stop incluían el EG-900 SMG, una ametralladora del Earthgov con una hiper-acelerador interno. La edición de computadora está solo disponible a través del servicio Origin de Electronic Arts. Su demo fue publicada el 22 de enero de 2013 en Xbox Live y PlayStation Network. Los propietarios de una Xbox 360 que se incribieron en el sitio web oficial de Dead Space tuvieron acceso a la demo una semana antes de su lanzamiento. El videojuego se publicó el 5, 7 y 8 de febrero de los Estados Unidos, Australia y Europa, respectivamente. El 12 de marzo de 2013 se publicó Dead Space 3: Awakened, el primer y único contenido descargable del juego. La historia del mismo tiene lugar inmediatamente después del final de Dead Space 3.

## Recepción
Dead Space 3 recibió críticas generalmente positivas. Tim Turi de Game Informer le dio una puntuación de 9.75 de 10 y declaró: «Dead Space evoluciona su fórmula ganadora en un título no sólo digno de [esta] fantástica serie, sino en uno de los mejores juegos de esta generación». Arthur Gies de Polygon lo calificó con 9.5 de 10 y comentó: «Viceral no sólo ha evitado arruinar su juego con el modo cooperativo, ha hecho que se sienta natural, y lo ha hecho sin arruinar la experiencia de un solo jugador de alguna manera negativa. Eso por sí mismo sería suficiente para hacer de Dead Space 3 un éxito. Pero el nuevo sistema de creación [de armas], y su estructura de niveles más abiertos se unen con el modo cooperativo para hacer de Dead Space 3 uno de los mejores juego de acción en años».
Shaun McInnis de GameSpot le dio 8 de 10 puntos y mencionó que es un gran y generoso juego que a veces va demasiado lejos por su propio bien. McInnis también declaró: «Este es un juego plagado de flexibilidad y opciones, construido sobre los puntos fuertes de la franquicia e ingeniosas nuevas ideas que te permiten adaptar la experiencia a tu gusto. [Decae un poco] en cuanto su historia y en luchas que en momentos se alejan del combate principal, pero Dead Space 3 es una secuela emocionante y que vale la pena». La revista en línea Hardcore Game le otorgó 4 de 5 puntos, y comentó que «tiene un alcance más amplio y una historia más intrigante» y que «Dead Space 3 conserva su brillo de terror ofreciendo una aventura atmosférica llena de acontecimientos emocionantes». Destructoid le dio una puntuación de 8 sobre 10, e indicó que «Dead Space 3 podría haber sido la mejor entrada en la serie, y en muchos aspectos, todavía proporciona algunos de los momentos más energéticos, emocionantes y entretenidos de la franquicia». No obstante, el sitio mencionó que «los cambios arrojados al juego perjudican inevitablemente su encanto, y lo convierte en un paso atrás sobre sus precuelas». En su lista de pros y contras, GamesTM señaló que «los combates contra los jefes son fácil de olvidar, mientras que la narrativa ocasionalmente carece del valor de sus convicciones y el final del juego revela que es demasiado ridícula para ser tomada en serio... donde los nuevos conceptos funcionan, ellos los suman al sólido núcleo y son reforzados por la excelente estimulación de Visceral y su impecable trabajo de diseño audiovisual, por no decir que sigue siendo el mejor diseño de un HUD en cualquier videojuego».
La Revista Oficial Xbox del Reino Unido le dio 7 de 10 puntos y comentó: «La mayoría de las cosas que amaron los seguidores del [juego] original están aquí, y sus nuevas características están mezcladas ingeniosamente con las ya existentes, pero en términos de estructura, Viceral está pisando agua. Dead Space no está muerto de ninguna manera, pero la chispa no está allí». El sitio web Eurogamer también le otorgó 7 sobre 10 puntos, y el crítico declaró que «Dead Space 3 es una contradicción». Por otra parte. la revista Edge dijo: «La sensación de inmersión es casi tan inigualable como uno la pueda conseguir... Pero la campaña se siente demasiado larga y la sensación de estiramiento comienza a aparecer hacia el final, aproximadamente a las 20 horas de juego. Este Dead Space podría haberse beneficiado de alguna estrategia de desmembramiento a su propia manera, realizado por un editor astuto que sabe cómo cortar extremidades redundantes». La crítica más negativa provino de VideoGamer.com, donde Jon Denton le dio un puntaje de 5 sobre 10, y declaró: «Dead Space 3 es una decepción porque no es un muy buen juego de acción, y tampoco un buen juego de terror. Es carente de ideas, colgado en un combate laborioso e incluso obsesionados con hacerlo emocionante parece aburrido. En verdad, es un poco impactante».

## Posible secuela
En 2013, VideoGamer.com reportó información de una fuente confidencial relacionada con la cancelación de Dead Space 4 debido a que las ventas de Dead Space 3 fueron «más bajas de las previstas»; en el Reino Unido, las ventas fueron un 26.6% menores a las de Dead Space 2 en su primera semana. Antes de su lanzamiento, el presidente de EA Labels, Frank Giveau, declaró: «En general estamos pensando en cómo podemos hacer más atractiva a esta franquicia porque, en última instancia, uno necesita conseguir audicencias de cerca de cinco millones de personas para poder invertir en una IP como Dead Space». No obstante, Peter Moore de Electronic Arts escribió sobre la historia en el foro de GamesIndustry.biz: «Estándar, receta [de un] sitio web con peridismo de mala calidad». Asimismo, Electronic Arts describió el informe como «evidentemente falso». En junio de 2013, el jefe de EA Games, Patrick Soderlund, dijo que «aunque la franquicia no había sido cancelada y permanece como una marca importante para la empresa, a los desarrollador de Visceral Games no se les había pedido empezar a trabajar en una secuela, por lo que se involucron en otro proyecto».